# Kazimierz Szempliński
Kazimierz Włodzimierz Szempliński (ur. 7 stycznia 1899 w Warszawie, zm. 31 marca 1971 tamże) – major piechoty Wojska Polskiego, reprezentacyjny szpadzista warszawskiej Legii, olimpijczyk, działacz sportowy.

## Służba wojskowa
W Wojsku Polskim od listopada 1919 roku. Ukończył kurs szkoły podchorążych piechoty. W wojnie polsko-bolszewickiej 1919-1920 w 21 pułku piechoty „Dzieci Warszawy”. Po wojnie w stopniu porucznika nadal służył w 21 pp w Warszawie. Na stopień kapitana został mianowany ze starszeństwem z 1 stycznia 1928 roku w korpusie oficerów piechoty (w 1939 zajmował 58. lokatę). Około 1929 roku został przeniesiony do 30 pułku piechoty w Warszawie, do 1935 roku był dowódcą 1 kompanii w I batalionie, potem komendantem obwodowym Przysposobienia Wojskowego przy tym pułku. W latach 1929 i 1931 był komendantem Ośrodka Wychowania Fizycznego w Warszawie, a w marcu 1939 komendantem 30 Obwodu PW przy 30 pp

## Aktywność sportowa
Od 1922 roku uprawiał lekkoatletykę, piłkę nożną, marsze i szermierkę. 
W 1925 roku należał do zwycięskiej drużyny w marszu „Szlakiem Kadrówki”.
W okresie międzywojennym był znanym szermierzem. W 1930 roku zdobył mistrzostwo Polski w szpadzie, a w 1932 roku – mistrzostwo Warszawy, w 1935 roku zdobył mistrzostwo armii w szpadzie i szabli. Uczestniczył w turniejach w Belgii i Francji. W 1930 roku zdobył w turnieju drużynowym szablistów brązowy medal na mistrzostwach świata w Liège (oficjalnie zawody tego cyklu rozgrywane są pod tą nazwą dopiero od 1937). Był członkiem olimpijskiej drużyny szermierczej na igrzyskach olimpijskich w Berlinie (1936). W mistrzostwach świata w Paryżu w 1937 roku zajął 4. miejsce.

## Wojna i po wojnie
W kampanii wrześniowej 1939 był adiutantem 30 pp. 14 września 1939 roku z grupą żołnierzy przebił się do Warszawy. Brał udział w obronie Warszawy. Po kapitulacji stolicy, od 30 września 1939 roku przebywał w niemieckiej niewoli. Jeniec Oflagu II B Arnswalde, potem, od września 1940 roku – Oflagu II C Woldenberg. W oflagach był aktywnym organizatorem jenieckiego życia sportowego. Po uwolnieniu z niewoli wrócił do kraju. Mieszkał w Warszawie i tam zmarł. Pochowany na cmentarzu Wolskim.

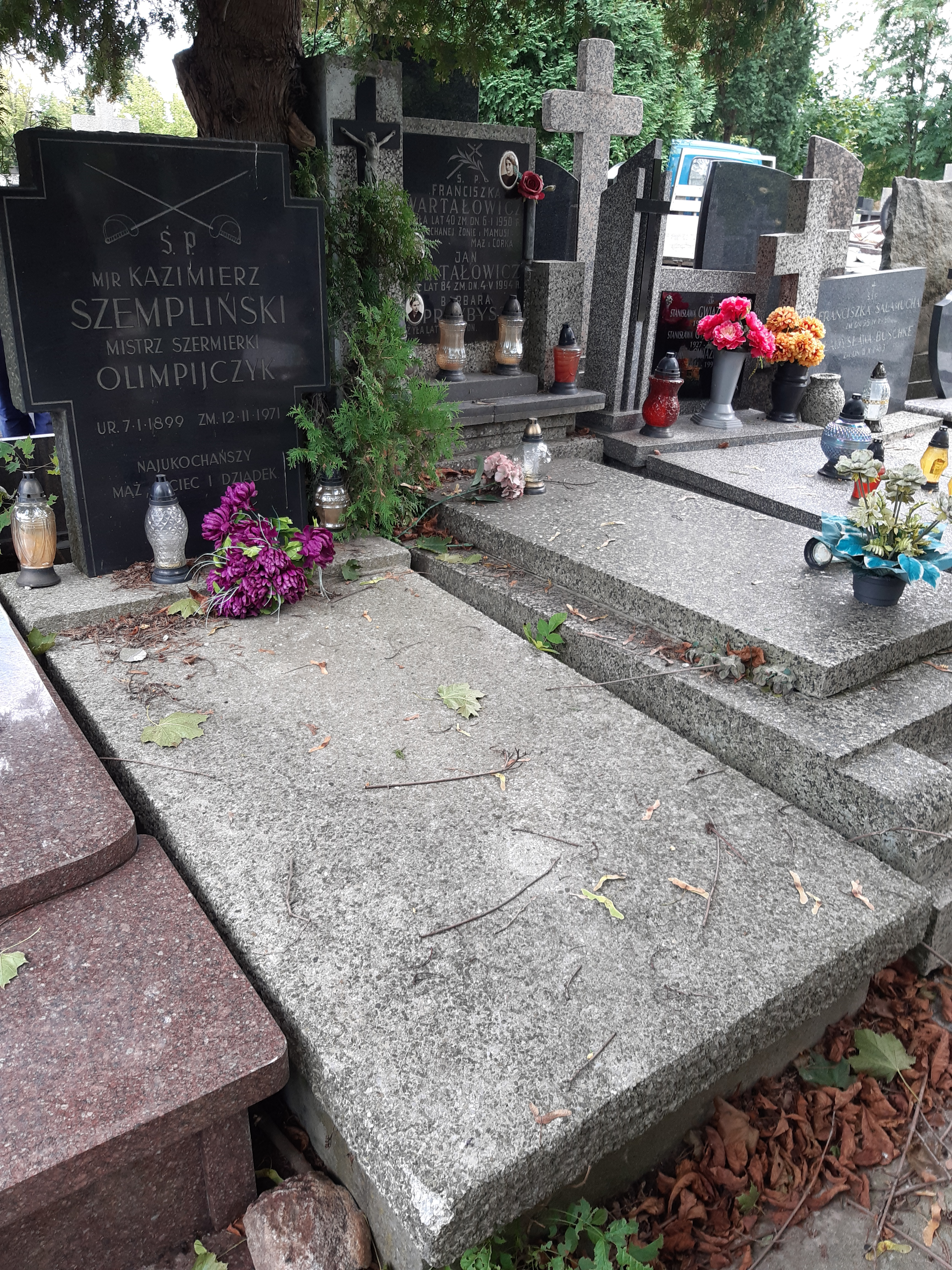
Grób Kazimierza Szemplińskiego na Cmentarzu Wolskim

## Ordery i odznaczenia
- Krzyż Walecznych (1921)[6]
- Medal Niepodległości (23 grudnia 1933)[7]
- Srebrny Krzyż Zasługi (19 marca 1931)[8]
- Medal Zwycięstwa („Médaille Interalliée”)
- Medal 10 Rocznicy Wojny Niepodległościowej (Łotwa, 1929)[9]